# NGC 1467
NGC 1467 је лентикуларна галаксија у сазвежђу Еридан која се налази на NGC листи објеката дубоког неба.
Деклинација објекта је - 8° 50' 16" а ректасцензија 3h 51m 52,7s. Привидна величина (магнитуда) објекта NGC 1467 износи 14,1 а фотографска магнитуда 15,0. NGC 1467 је још познат и под ознакама MCG -2-10-15, NPM1G -08.0150, PGC 13991.